# Лігота-Гурна (Стшелецький повіт)
Лігота-Гурна (пол. Ligota Górna, нім. Ober Ellguth) — село в Польщі, у гміні Стшельці-Опольські Стшелецького повіту Опольського воєводства.
Населення — 100 осіб (2011).
У 1975-1998 роках село належало до Опольського воєводства.

## Демографія
Демографічна структура станом на 31 березня 2011 року:
|          | Загалом | Допрацездатний вік | Працездатний вік | Постпрацездатний вік |
| -------- | ------- | ------------------ | ---------------- | -------------------- |
| Чоловіки | 51      | 11                 | 34               | 6                    |
| Жінки    | 49      | 9                  | 30               | 10                   |
| Разом    | 100     | 20                 | 64               | 16                   |